# Peniocereus lazaro-cardenasii
Peniocereus lazaro-cardenasii ist eine Pflanzenart in der Gattung Peniocereus aus der Familie der Kakteengewächse (Cactaceae). Das Artepitheton lazaro-cardenasii ehrt den Mexikaner Lázaro Cárdenas del Río.

## Beschreibung
Peniocereus lazaro-cardenasii wächst strauchig und erreicht Wuchshöhen von 1 bis 1,25 Meter. Die gelblichen, fleischigen Wurzeln sind knollenförmig und büschelig. Die sehr schlanken, gräulichen und dicht flaumigen Triebe sind zylindrisch. Sie verzweigen weit oberhalb der Bodenoberfläche. Die Triebe weisen einen Durchmesser von 8 bis 10 Millimeter auf und werden 40 Zentimeter und mehr lang. An jungen Trieben sind bis zu fünf Rippen vorhanden, an älteren sind es nur noch fünf bis sechs. Die neun bis zwölf gelblichen bis weißlichen, konischen Dornen sind abstehend oder zurückgebogen. Sie sind 1 bis 5 Millimeter lang.
Die weißen, stieltellerförmigen Blüten sind 7 bis 8 Zentimeter lang. Das Perikarpell ist gehöckert, reichlich bewollt und mit einigen wenigen Dornen besetzt. Die eiförmigen Früchte sind 3 bis 4 Zentimeter lang.

## Verbreitung, Systematik und Gefährdung
Peniocereus lazaro-cardenasii ist in den mexikanischen Bundesstaaten Guerrero und Michoacán verbreitet.
Die Erstbeschreibung als Neoevansia lazaro-cardenasii erfolgte 1980 durch José Luis Regino Contreras Jiménez, Jaime Jiménez Ramírez, Hernándo Sánchez-Mejorada und Carlos Arturo Toledo Manzur. David Richard Hunt stellte die Art 1991 in die Gattung Peniocereus. Ein weiteres nomenklatorisches Synonym ist Wilcoxia lazaro-cardenasii (J.L.Contr., J.Jiménez Ram., Sánchez-Mej. & C.Toledo) A.Cartier (1990).
In der Roten Liste gefährdeter Arten der IUCN wird die Art als „Endangered (EN)“, d. h. als stark gefährdet geführt.

## Nachweise